# Saint-Hilaire-le-Petit
Saint-Hilaire-le-Petit ist eine französische Gemeinde mit 353 Einwohnern (Stand: 1. Januar 2022) im Département Marne in der Region Grand Est (vor 2016: Champagne-Ardenne). Die Gemeinde gehört zum Arrondissement Reims und zum Kanton Mourmelon-Vesle et Monts de Champagne.

## Geographie
Saint-Hilaire-le-Petit liegt etwa 33 Kilometer ostnordöstlich des Stadtzentrums von Reims an der Suippe. Umgeben wird Saint-Hilaire-le-Petit von den Nachbargemeinden Bétheniville im Norden, Saint-Clément-à-Arnes im Osten und Nordosten, Saint-Martin-l’Heureux im Süden sowie Pontfaverger-Moronvilliers im Westen und Nordwesten.

## Bevölkerungsentwicklung
| Jahr                       | 1962 | 1968 | 1975 | 1982 | 1990 | 1999 | 2006 | 2012 | 2018 |
| Einwohner                  | 355  | 328  | 283  | 313  | 279  | 263  | 281  | 337  | 343  |
| Quellen: Cassini und INSEE |      |      |      |      |      |      |      |      |      |

## Sehenswürdigkeiten

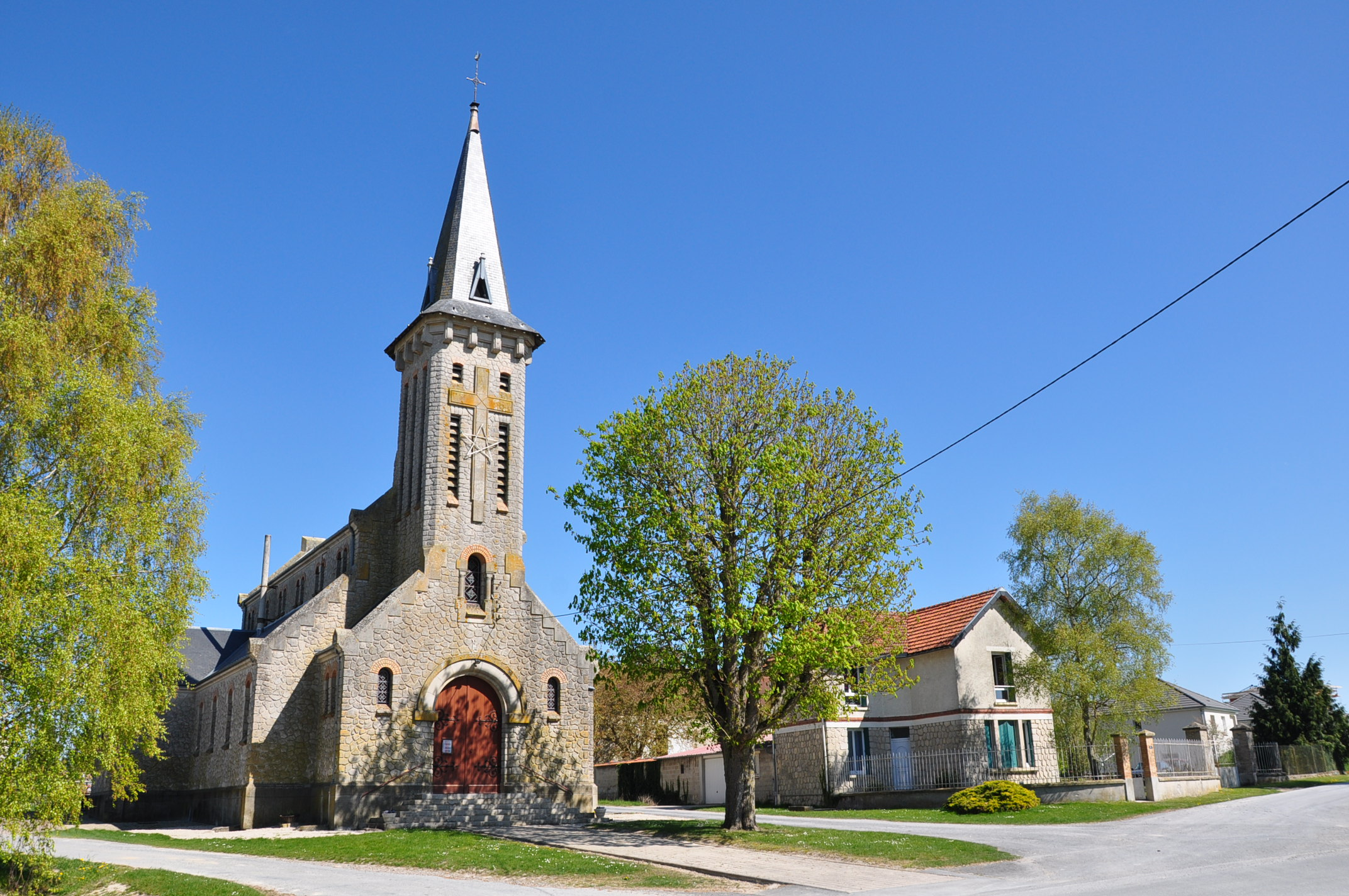
Kirche Saint-Hilaire

- Kirche Saint-Hilaire